# Apurimac III
Apurimac III: Nature Spirit Pride es un álbum de Música New Age del grupo alemán Cusco, lanzado el 26 de agosto de 1997. Este álbum tiene una combinación de ritmos nativos de Norteamérica, además de que la mayoría de las pistas tienen nombres relacionados con la cultura de los indios norteamericanos.

## Pistas
1. Ghost Dance
2. Kokopelli's Dream
3. Geronimo's Laughter
4. Medicine Man
5. Little Pigeon And Crazy Horse
6. Pahrump-Big Water
7. Dream Catcher
8. Legend In The Redwoods
9. The Hunt
10. White Buffalo

- Datos: Q4782320